# Robin Söderling
Robin Bo Carl Söderling (sinh ngày 14 tháng 8 năm 1984 tại Tibro, Thuỵ Điển) là cựu vận động viên quần vợt chuyên nghiệp người Thụy Điển. Söderling, Djokovic và Alexander Zverev là ba tay vợt duy nhất đánh bại Rafael Nadal tại Roland Garros. Mặc dù vậy, anh vẫn phải nhận thất bại tại trận chung kết trước tay vợt người Thuỵ Sĩ Roger Federer. Đây chính là giải Grand Slam tốt nhất trong sự nghiệp của anh. Một năm sau giải đó, anh đã kết thúc kỷ lục 23 trận bán kết Grand Slam liên tiếp của Roger Federer ở trận tứ kết. Anh là vận động viên quần vợt người Thụy Điển duy nhất nằm trong top 200 của bảng xếp hạng ATP. Anh cũng đã giành được 1 danh hiệu Masters 1000. Soderling đã chơi trận đấu chuyên nghiệp cuối cùng của mình ở tuổi 26 vào năm 2011 sau khi mắc phải căn bệnh Tăng bạch cầu đơn nhân nhiễm khuẩn dai dẳng. Vào ngày 23 tháng 12 năm 2015, Soderling chính thức nói lời giã từ sự nghiệp quần vợt chuyên nghiệp.

## Đời sống riêng
Söderling nói được tiếng Anh, tiếng Thụy Điển và tiếng Đức. Cha của anh là một luật sư và mẹ của anh Britt-Inger là một người nội trợ. Chị của Söderling, Sandra, là một giáo viên. Những lúc không chơi quần vợt, Söderling thích chơi đánh bóng bàn, xem phim, đi câu cá, xem thể thao và lái xe đi dạo trên chiếc xe ô tô của mình. Anh đã kết hôn với Jenni Moström.

### Thời niên thiếu
Söderling bắt đầu chơi quần vợt khi lên 5 tuổi. Robin Söderling đã có những bước đi đầu tiên trong sự nghiệp quần vợt quốc tế vào tháng 11 năm 1998 ở Luxembourg. Khi 14 tuổi anh đã chơi trận thi đấu chính thức đầu tiên của mình trong giải đấu thuộc lứa thiếu niên, thất bại trong trận mở màn gặp Fred Hemmes, Jr. Lần đầu tiên tham gia đầy đủ các giải đấu thuộc lứa thiếu niên (2000), anh đã giành chiến thắng trong bốn giải đấu và 2001 anh giành hơn ba danh hiệu bao gồm cả Orange Bowl.

## Sự nghiệp chuyên nghiệp

### Những năm đầu
Söderling gia nhập làng quần vợt nam thế giới vào năm 2002, anh chơi 5 giải đấu ATP và vào vòng thứ hai ở giả trẻ Mỹ mở rộng. Trong những Challenger anh đạt được thành tích là 16 trận thắng và 8 trận thua, và anh chơi ở giải trẻ Mỹ mở rộng nơi anh đến trận chung kết. 
Năm 2003, anh chuyển lên thi đấu chuyên nghiệp của ATP, anh lọt đến vòng 3 Wimbledon (từ vòng loại) và đã kết thúc năm với xếp hạng thứ 86. 
Robin lần đầu tiên trong năm 2004 tại giải Grand Prix de Tennis de Lyon, nơi anh đã đánh bại tay vợt người Bỉ Xavier Malisse trong trận chung kết. Robin cũng lọt vào trận đấu cuối cùng tại Marseille Open. Đến cuối năm, Söderling đã leo lên top 50 thế giới trong bảng xếp hạng. 
Robin đã có chấn thương nghiêm trọng đầu tiên trong sự nghiệp của anh vào năm 2005, cuối cùng dẫn đến một hậu quả là anh bị chấn thương đầu gối vào thang 3. Nhưng mặc dù không chơi nhiều giải đấu, anh tham dự giải đấu ở Milan (thua Radek Stepanek trong trận chung kết). Sau một mùa giải khó khăn và chấn thương liên miên, Robin đạt được kết quả tốt nhất là vào vòng 3 Mỹ mở rộng.
Quay trở lại năm 2006, anh bị trả lại ngoài top 100 vào top 50 trong vòng ba tháng, mặc dù chấn thương đầu gối và vai vẫn còn ngăn cản anh chơi tốt nhất. Anh phải giúp đội tuyển Thụy Điển thắng 2 trận để giữ cúp Davis nếu không nó sẽ ở lại Brazil. 
Trong mùa giải này phần lớn thời gian anh không dính chấn thương, mặc dù anh đã thất bại nhưng gây ấn tượng tại Grand Slams. Nhưng cuối năm, anh kiếm được nhiều điểm và kết thúc mùa giải tại vị trí 25.
Năm 2007 là một năm không tệ của Soderling. Anh lọt vào vòng 32 tay vợt tại Wimbledon, nơi anh bị thua trước Rafael Nadal trong một trận 5 set đấu.
Söderling đã lọt vào một trận chung kết ATP lần đầu tiên trong 5 năm trong năm 2007, nhưng anh bị loại. Tuy nhiên, anh mất 3 tháng cuối do chấn thương cổ tay trái.

### Trở lại từ chấn thương
Söderling không thi đấu Úc mở rộng do chấn thương. Giải đấu đầu tiên của anh vào năm 2008 là Open 13 Marseille, nơi anh đến tứ kết. Sau đó anh đến chung kết của ABN AMRO World Tennis Tournament (Rotterdam), thắng Michaël Llodra trong trận chung kết, 6-7,6-3,7-6. Tuần tiếp theo, anh thi đấu tại giải Morgan Keegan Championships ở Memphis, Hoa Kỳ. Anh đánh bại hạt giống hàng đầu Andy Roddick. Nhưng anh bị thua Steve Darcis, 6-3,7-6.
Tại World Cup Team 2008 ở Düsseldorf sân đất nện, anh bất khả chiến bại trong 4 trận đơn và 4 trận đôi. Anh đã trở thành tay vợt thứ ba chỉ trong lịch sử khi thắng tất cả các trận với John McEnroe năm 1984 và Fernando González vào năm 2003. Vì vậy, chiến thắng tất cả các trận đấu của mình ở đó, anh đã chỉ đạo đội Thụy Điển chiến thắng.
Vào cuối tháng, anh đến vòng 3 ở giải Pháp mở rộng, nơi anh bị thua Julien Bennetau. Tại Wimbledon, anh thua Roger Federer trong vòng 64 tay vợt. Sau khi có kết quả đáng thất vọng ở cả hai giải ở Thế vận hội Bắc Kinh và Mỹ mở rộng, Söderling đã quyết định chia tay với huấn luyện viên Peter Carlsson của mình. Anh được huấn luyện bởi cựu số 2 thế giới người Thụy Điển Magnus Norman. Với sự giúp đỡ của Norman, Robin là tay vợt thứ ba cuối cúng của Thụy Điển tại Stockholm Open, nhưng bị thua David Nalbandian trong một trận đấu khó khăn (2-6,7-5, 3-6). Ba tuần sau đó Söderling cuối cùng cũng giành danh hiệu đầu tiên của mình sau 3 năm tại Grand Prix de Tennis de Lyon, đánh bại Julien Benneteau trong ba set (6-3,6-7,6-1). Trên đường đến trận chung kết anh thắng hạt giống hàng đầu Andy Roddick ở tứ kết, và gặp tay vợt người Pháp Gilles Simon trong bán kết, cả hai đều được xếp hạng trong top 10 thế giới. Vị trí 18 trong bảng xếp hạng, một sự nghiệp tốt đẹp của Soderling. Anh kết thúc năm với thứ hạng 17. Ngày 04 tháng mười một, anh công bố rằng Magnus Norman sẽ là huấn luyện viên của anh bắt đầu ngay sau khi kỳ nghỉ của mình.

### Tiếp cận top 10
Với huấn luyện viên mới của anh ở bên cạnh, Söderling bắt đầu năm 2009 ở giải Brisbane International. Anh thua ở tứ kết trước Radek Stepanek. Söderling sau đó tham gia vào giải Heineken Open, nơi anh bị thua trong trận bán kết trước Juan Martín del Potro. Anh là hạt giống số 16 tại Úc Mở rộng và thua trước Marcos Baghdatis ở vòng thứ hai.

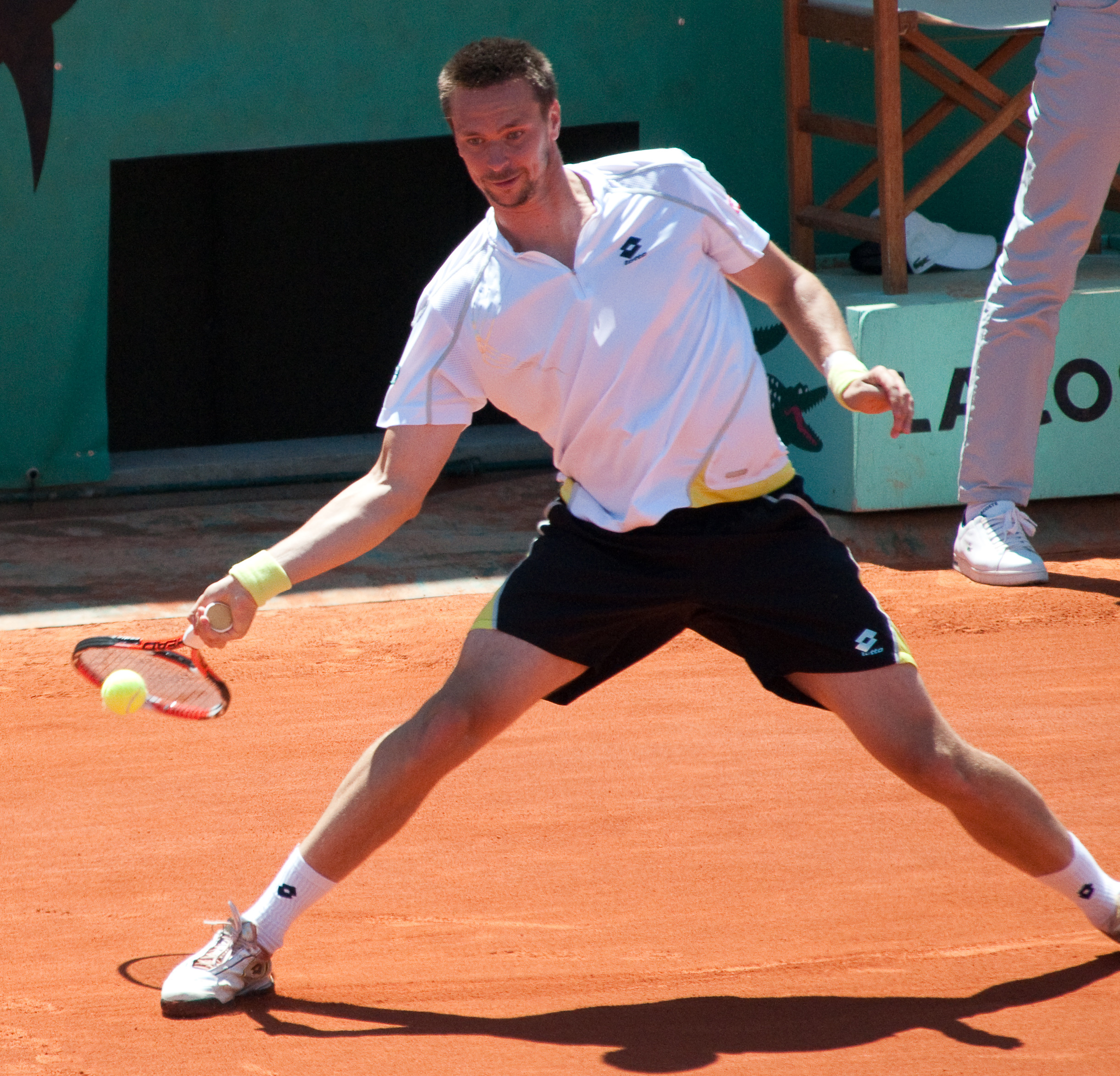
Söderling trở thành người Thụy Điển đầu tiên tham dự Pháp Mở rộng kể từ khi HLV Magnus Norman của anh vào năm 2000.

Anh sau đó tham gia giải Indian Wells Masters 1000, nhưng anh thua Nicolas Lapentti 4-6, 6-7 (7) ở vòng thứ hai. Mặc dù đang chơi tốt và nhưng thách thức của anh tại giải BMW Tennis Championship, Söderling bị chấn thương và nghỉ thi đấu trong hai tháng. Cuối cùng anh đã giành liên tiếp các trận thắng đầu tiên kể từ khi Úc Mở rộng tại Rome Masters, trước khi thua tay vợt số 1 thế giới Rafael Nadal trong một trận đấu với các tỉ số 1-6, 0-6 ở vòng thứ ba. Sau vòng thứ ba bị loại ở Madrid Masters trước Roger Federer, Söderling tới thi đấu tại ARAG World Team Cup ở Düsseldorf, anh là một phần của đội tuyển Thụy Điển. Mặc dù Thụy Điển đã không thắng, đánh bại Söderling bởi Gilles Simon và Rainer Schüttler 6-0, 6-0.
Tại Pháp mở rộng, Söderling là hạt giống số 23, đến vòng thứ tư của một giải Grand Slam lần đầu tiên sau khi đánh bại Kevin Kim, Denis Istomin, và David Ferrer. Điều này cho thấy anh sẽ gặp đương kim vô địch Rafael Nadalở vòng 4. Anh là sự khó chịu lớn nhất Nadal khi đánh bại kỷ lục 31 trận thắng của "Vua đất nện" tại Roland Garros. Martina Navratilova nhận xét trận đấu là một cơn địa chấn lớn nhất trong lịch sử quần vợt 6-2, 6-7 (2), 6-4, 7-6 (2) chiến thắng tay vợt số 1 thế giới lần đầu tiên của Robin Soderling và là trận đấu của năm, chưa có người nào đánh bại Nadal trên đất nện. Hai ngày sau, anh đối mặt với hạt giống số 10 Nicolay Davydenko và nếu thăng anh sẽ vào chung bán kết, Söderling thắng 6-1, 6-3, 6-1 để vào bán kết lần đầu tiên. Söderling lần đầu tiên vào bán kết Grand Slam, đánh bại Fernando González 6-3, 7-5, 5-7, 4-6, 6-4. Söderling cuối cùng để thua Federer 1-6, 6-7 (1), 4-6, tuy nhiên, thứ hạng của anh được nâng lên thứ 12 trên thế giới.
Söderling là hạt giông số 13 tại Giải quần vợt Wimbledon 2009, giải đấu tiếp theo của anh. Anh đến vòng thứ tư lần đầu tiên trong sự nghiệp của mình, đánh bại Gilles Müller, Marcel Granollers, và Nicolas Almagro trên con đường vào vòng 4. Söderling đối mặt với Federer, một người vô địch năm lần tại Wimbledon, Federer đánh bại anh một lần nữa, 6-4, 7-6 (5), 7-6 (5).
Sau Wimbledon, Söderling trở về quê hương của mình để chơi tại Thụy Điển mở rộng Collector. Anh là hạt giống số hai, anh đã dược miễn vòng đầu. Anh đánh bại Kristof Vliegen 6-2, 6-3 ở vòng thứ hai, và chiến thắng trận tứ kết trước Nicolas Almagro 7-5, 6-3. Söderling đến trận cuối cùng bằng cách đánh bại đồng hương, Andreas Vinciguerra, 6-1, 7-6 (6). Ở đó, anh đánh bại Juan Monaco 6-3, 7-6 (4) đẻ chiến thắng, trở thành tay vợt người Thụy Điển đầu tiên kể từ Magnus Norman (năm 2000) để giành danh hiệu đĩa đơn ở Thụy Điển Mở rộng. Đây lá lần đầu tiên Soderling có một chức vô địch ngoài sân đất nện ngoài trời. Sau khi giành chức vô địch anh được lên thứ hạng thứ 11.
Söderling sau đó tham gia giaỉ Germany International Open nhưng thua ở vòng thứ ba trước Nicolas Almagro. Sau trận đấu, Söderling đã đẽ mất chuỗi thành tích bất bại kể từ Rome Masters vào cuối tháng tư, nơi anh thua Nadal
Đến sang mùa sân cứng tại Mỹ, Söderling tham dự giải Legg Mason Tennis Classic nhưng đã phải rút khỏi ở tứ kết do một chấn thương khuỷu tay buộc Söderling rút lui khỏi Rogers Cup. Quay trở lại Cincinnati Masters, anh thua ở vòng đầu tiên trước Lleyton Hewitt.
Söderling là hạt giống số 12 tại Mỹ mở rộng và tiến vào tứ kết lần đầu tiên tại sau khi đánh bại đối thủ đáng chú ý như Albert Montañés, Marcel Granollers, hạt giống số 22 người Mỹ Sam Querrey và hạt giống 8 Nikolay Davydenko. Trên đường đến tứ kết, Söderling đã có một chút may mắn trên thực tế là hai trong số những đối thủ của anh đã bị chấn thương, trong đó có tay vợt người Nga, tay vợt Nikolay Davydenko chấn thương khi Söderling dẫn 7-5, 3-6, 6-2. Söderling đối đầu với đương kim vô địch và hạt giống số 1 Roger Federer lần thứ tư trong năm nay (ba trong số họ trong một giải Grand Slam). Federer đã đánh bại Soderling trong 2 set đầu tiên đầu tiên, nhưng Soderling cho thấy sau khi mất hai set đầu tiên (Federer thắng) và thắng trong set 3. Anh sau đó đã ghi những điểm những điểm trong tiebreak mặc dù cuối cùng thua set thứ tư 0-6, 3-6, 7-6 (6), 6-7 (6). Tại vòng Playoffs Davis Cup, anh đã giúp Thụy Điển chiến thắng 3-2 trước Romania và một cơ hội cho Thụy Điển để cạnh tranh trong năm Davis Cup 2010.
Sau Mỹ mở rộng, anh đến bán kết ở cả hai giải Malaysia Open và China Open trước Shanghai Masters, nơi anh chính thức lọt vào top 10 lần đầu tiên, đặc biệt là đánh bại hạt giống số năm Jo-Wilfried Tsonga 6-3, 6-3. Tuy nhiên, anh thua ở tứ kết trước Feliciano López 6-7 (4), 3-6. Söderling là hạt giống số 1 ở Stockholm Open nhưng do một chấn thương khuỷu tay anh đã phải bỏ cuộc ở trận bán kết. Mặc dù không phải một chấn thương nghiêm trọng, Söderling đã bỏ cuộc từ Valencia Open 500. Lúc đó vị trí số 9 thế giới, Söderling cần một số điểm lớn tại 2.009 BNP Paribas Masters để được tham gia ATP World Tour Finals. Anh đối mặt với Ivo Karlović, chiến thắng trong 2 set, 6-4, 7-6 (6), và Davydenko đánh bại hạt giống thứ sáu ở vòng thứ ba, 6-3, 3-6, 6-4. Söderling mất cơ hội đến vòng loại ATP World Tour Finals khi hạt giống số 3 Novak Djokovic quá mạnh ở tứ kết và giành chiến thắng trong ba set, 6-4, 1-6, 6-3.
Tuy nhiên, Söderling đủ điều kiện dự ATP World Tour Finals khi tay vợt người Mỹ Andy Roddick rút lui vì một chấn thương ở Thượng Hải. Söderling được bốc thăm vào bảng có gồm Rafael Nadal, Novak Djokovic và Nikolay Davydenko. Anh có một khởi đầu ấn tượng, khi đánh bại Rafael Nadal trong trận đấu đầu tiên của anh 6-4 6-4. Anh tiếp tục dễ dàng Dè bẹp Novak Djokovic 7-6 (5) 6-1. Sau đó anh được vào vòng bán kết của giải vô địch này cuối năm. Tuy nhiên, anh thua trước Nikolay Davydenko 6-7 (4) 6-4 3-6 ở set thứ ba và cuối cùng trận đấu kết thúc. Mặc dù vậy, anh trở thành người chiến thắng của bảng mình (bảng B), và đụng độ ở bán kết với Juan Martín del Potro, anh gác vợt sau 3 set với các tỉ số, 6-7 (1), 6-3, 7-6 (3). Söderling hoàn thành năm với xếp hạng  8, một năm thi đấu tốt.

## Các trận chung kết quan trọng

### Chung kết Grand Slam

#### Đơn: 2 (2 á quân)
| Kết quả | Năm  | Giải đấu        | Mặt sân | Đối thủ       | Tỷ số              |
| ------- | ---- | --------------- | ------- | ------------- | ------------------ |
| Á quân  | 2009 | French Open     | Đất nện | Roger Federer | 1–6, 6–7(1–7), 4–6 |
| Á quân  | 2010 | French Open (2) | Đất nện | Rafael Nadal  | 4–6, 2–6, 4–6      |

### Chung kết Masters 1000

#### Đơn: 1 (1 danh hiệu)
| Kết quả | Năm  | Giải đấu | Mặt sân  | Đối thủ      | Tỷ số         |
| ------- | ---- | -------- | -------- | ------------ | ------------- |
| Vô địch | 2010 | Paris    | Cứng (i) | Gaël Monfils | 6–1, 7–6(7–1) |

## Chung kết ATP

### Đơn: 20 (10 danh hiệu, 10 á quân)
| Giải đấu                                                        |
| --------------------------------------------------------------- |
| Grand Slam tournaments (0–2)                                    |
| ATP World Tour Finals (0–0)                                     |
| ATP Masters Series / ATP World Tour Masters 1000 (1–0)          |
| ATP International Series Gold / ATP World Tour 500 Series (2–4) |
| ATP International Series / ATP World Tour 250 Series (7–4)      |

| Titles by surface |
| ----------------- |
| Cứng (5–6)        |
| Đất nện (2–4)     |
| Cỏ (0–0)          |
| Thảm (3–0)        |

| Titles by setting |
| ----------------- |
| Ngoài trời (3–4)  |
| Trong nhà (7–6)   |

| Kết quả | Thắng-Thua | Ngày          | Giải đấu                               | Cấp độ        | Mặt sân  | Đối thủ            | Tỷ số                   |
| ------- | ---------- | ------------- | -------------------------------------- | ------------- | -------- | ------------------ | ----------------------- |
| Á quân  | 0–1        | Th10 năm 2003 | Stockholm Open, Thụy Điển              | International | Cứng (i) | Mardy Fish         | 5–7, 6–3, 6–7(4–7)      |
| Á quân  | 0–2        | Th2 năm 2004  | Open 13, Pháp                          | International | Cứng (i) | Dominik Hrbatý     | 6–4, 4–6, 4–6           |
| Vô địch | 1–2        | Th10 năm 2004 | Grand Prix de Tennis de Lyon, Pháp     | International | Thảm (i) | Xavier Malisse     | 6–2, 3–6, 6–4           |
| Vô địch | 2–2        | Th2 năm 2005  | Internazionali di Lombardia, Ý         | International | Thảm (i) | Radek Štěpánek     | 6–3, 6–7(2–7), 7–6(7–5) |
| Á quân  | 2–3        | Th2 năm 2006  | US Indoor Championships, Mỹ            | Intl. Gold    | Cứng (i) | Tommy Haas         | 3–6, 2–6                |
| Á quân  | 2–4        | Th2 năm 2008  | Rotterdam Open, Hà Lan                 | Intl. Gold    | Cứng (i) | Michaël Llodra     | 7–6(7–3), 3–6, 6–7(4–7) |
| Á quân  | 2–5        | Th2 năm 2008  | US Indoor Championships, Mỹ            | Intl. Gold    | Cứng (i) | Steve Darcis       | 3–6, 6–7(5–7)           |
| Á quân  | 2–6        | Th10 năm 2008 | Stockholm Open, Thụy Điển              | International | Cứng (i) | David Nalbandian   | 2–6, 7–5, 3–6           |
| Vô địch | 3–6        | Th10 năm 2008 | Grand Prix de Tennis de Lyon, Pháp (2) | International | Thảm (i) | Julien Benneteau   | 6–3, 6–7(5–7), 6–1      |
| Á quân  | 3–7        | Th6 năm 2009  | French Open, Pháp                      | Grand Slam    | Đất nện  | Roger Federer      | 1–6, 6–7(1–7), 4–6      |
| Vô địch | 4–7        | Th7 năm 2009  | Swedish Open, Thụy Điển                | 250 Series    | Đất nện  | Juan Mónaco        | 6–3, 7–6(7–4)           |
| Vô địch | 5–7        | Th2 năm 2010  | Rotterdam Open, Hà Lan                 | 500 Series    | Hard (i) | Mikhail Youzhny    | 6–4, 2–0 chấn thương    |
| Á quân  | 5–8        | Th4 năm 2010  | Barcelona Open, Tây Ban Nha            | 500 Series    | Đất nện  | Fernando Verdasco  | 3–6, 6–4, 3–6           |
| Á quân  | 5–9        | Th6 năm 2010  | French Open, Pháp                      | Grand Slam    | Đất nện  | Rafael Nadal       | 4–6, 2–6, 4–6           |
| Á quân  | 5–10       | Th7 năm 2010  | Swedish Open, Thụy Điển                | 250 Series    | Đất nện  | Nicolás Almagro    | 5–7, 6–3, 2–6           |
| Vô địch | 6–10       | Th11 năm 2010 | Paris Masters, Pháp                    | Masters 1000  | Cứng (i) | Gaël Monfils       | 6–1, 7–6(7–1)           |
| Vô địch | 7–10       | Th1 năm 2011  | Brisbane International, Úc             | 250 Series    | Cứng     | Andy Roddick       | 6–3, 7–5                |
| Vô địch | 8–10       | Th2 năm 2011  | Rotterdam Open, Hà Lan (2)             | 500 Series    | Cứng (i) | Jo-Wilfried Tsonga | 6–3, 3–6, 6–3           |
| Vô địch | 9–10       | Th2 năm 2011  | Open 13, Pháp                          | 250 Series    | Cứng (i) | Marin Čilić        | 6–7(8–10), 6–3, 6–3     |
| Vô địch | 10–10      | Th7 năm 2011  | Swedish Open, Thụy Điển (2)            | 250 Series    | Đất nện  | David Ferrer       | 6–2, 6–2                |

### Đôi: 2 (1 danh hiệu, 1 á quân)
| Giải đấu                                                        |
| --------------------------------------------------------------- |
| Grand Slam tournaments (0–0)                                    |
| ATP World Tour Finals (0–0)                                     |
| ATP Masters Series / ATP World Tour Masters 1000 (0–0)          |
| ATP International Series Gold / ATP World Tour 500 Series (0–0) |
| ATP International Series / ATP World Tour 250 Series (1–1)      |

| Mặt sân       |
| ------------- |
| Cứng (0–0)    |
| Đất nện (1–1) |
| Cỏ (0–0)      |

| Titles by setting |
| ----------------- |
| Ngoài trời (1–1)  |
| Trong nhà (0–0)   |

| Kết quả | Thắng-Thua | Ngày         | Giải đấu                | Cấp độ        | Mặt sân | Đồng đội         | Đối thủ                           | Tỷ số            |
| ------- | ---------- | ------------ | ----------------------- | ------------- | ------- | ---------------- | --------------------------------- | ---------------- |
| Vô địch | 1–0        | Th7 năm 2008 | Swedish Open, Thụy Điển | International | Đất nện | Jonas Björkman   | Johan Brunström Jean-Julien Rojer | 6–2, 6–2         |
| Á quân  | 1–1        | Th7 năm 2009 | Swedish Open, Thụy Điển | 250 Series    | Đất nện | Robert Lindstedt | Jaroslav Levinský Filip Polášek   | 6–1, 3–6, [7–10] |

### Vô địch giải đấu đồng đội
- 2008 – World Team Championship, Düsseldorf, Đức (Đất nện)